# John Hopfield
John Hopfield (n. 15 iulie 1933, Chicago, Illinois, SUA) este un fizician american, profesor emerit la Universitatea Princeton, cunoscut mai ales pentru contribuțiile sale la studierea rețelelor neuronale asociative din 1982. Este autorul conceptului de rețea Hopfield, care îi poartă numele.
În 2024 a fost distins cu Premiul Nobel pentru Fizică, alături de Geoffrey Hinton, „pentru descoperirile și invențiile fundamentale care permit învățarea automată cu ajutorul rețelelor neuronale artificiale”.